# Bertold Selški
Bertold Selški (* v 11. stoletju na Koroškem; † 2. januarja v 12. stoletju v  Šentpavel v Labotski dolini), je bil od 1090 do 1106 škof v Krški škofiji. 

## Družinsko poreklo
Bertold je izhajal iz plemiške družine Selških, ki je bila ena od koroških plemiških družin, prednikov Pfanberških grofov. Leta 1090 je bil izvoljen za škofa Krške škofije. 

## Življenje in delo
Bertoldovo imenovanje se je zgodilo v času investiturnega spora. Salzburškega nadškofa Gebharda je cesar Henrik IV. Nemški leta 1085 odstavil kot trdnega zagovornika papeža Papež Gregor VII.] in moral je zapustiti Salzburg. Bertold Moosburški, ki ga je imenoval cesar, je vladal kot proti-nadškof ob Gebhardovem nasledniku Thiemom, ki ga je imenoval papež, in 16. junija 1090 imenoval Bertolda Selškega za naslednika izpraznjenega krškega škofovskega sedeža. Ker Bertold Selški ni postal škof preko zakonitega nadškofa v Salzburgu, ga v zgodovini običajno imenujejo "vsiljivec" ali "vsiljenec".
Bertold Selški je brezskrbno zapravil vso škofijo, da bi pridobil naklonjenost fevdalcev, zlasti koroških vojvodskih družin Eppensteinskih in Spanheimov, da bi si  zagotovil svoje gospostvo. S to odprodajo škofovskih posesti se Bertold pojavi v najslabši luči v zgodovini krških škofov. Še naprej je podpiral salzburškega proti-nadškofa, tako da je moral leta 1097 nadškof Thiemo pobegniti. V Brežah ga je zato imel ujetega škofov brat Popo Selški.
Bertold se je lahko devet let uveljavljal kot škof. Ko pa se je kralj Henrik V. preusmeril k papeški stranki in je bil Konrad Abensberški nameščen kot nadškof, ki sta ga potrdili obe strani proti-nadškofa Bertolda Moosburškega,  se je zapečatila tudi usoda krškega škofa Bertolda Selškega.
Novi salzburški nadškof ga je leta 1106 odstavil po ukazu papeža Pashala II., mu prepovedal delovanje in za njegovega naslednika izvolil prejšnjega kaplana Hiltebolda. Bertold se je podredil papeški odločitvi in se upokojil v opatiji sv. Pavla v Labotski dolini, kjer je 2. januarja neznanega leta umrl.